# サーベル登録拒否事件
サーベル登録拒否事件（サーベルとうろくきょひじけん）とは、美術品としてのサーベルについて銃刀法に基づく所持登録を拒否されたことに関する、日本の訴訟。

## 経緯
日本の弁護士が1981年1月ごろに旅行先のスペインのグラナダの骨董品店でスペイン戦争の将校が使ったとみられるサーベル2本を購入し、日本へ帰国する際に新東京空港警察署（現:成田国際空港警察署）に仮領置した上で1982年10月に刀剣類として登録申請したが、同年11月に「銃砲刀剣類登録規則にいう刀剣類とは日本刀だけ」という理由で東京都教育委員会に申請を拒否された。銃刀法では刀剣類の所持は原則的に禁止されているが、「美術品として価値のある刀剣類」と鑑定されたものについては、登録した上で所持することができるものの、銃砲刀剣類登録規則は「刀剣類」について日本刀であることを登録の要件としている。
この処分について弁護士は「銃刀法の登録の対象とする刀剣は『美術品として価値のある』ものであればよく、日本刀と外国刀剣を区別する理由はない」「『古式銃砲』については外国製銃砲も登録の対象としており、刀剣類を日本刀に限定する合理的根拠はない」「昭和20年代から昭和30年代には蕃刀（番刀）や青竜刀など計174件の外国刀剣が登録されている」「日本国憲法第29条に規定された財産権や日本国憲法第13条に規定された幸福追求権により、外国刀剣についてもできる限り所有権は尊重されるべきで、外国刀剣の所有者と日本刀の所有者との間に差別を生じさせるのは、日本国憲法第14条に規定された平等権に反する」と主張し、処分の取り消しを求めて訴訟を起こした。
1987年4月20日に東京地方裁判所は原告の訴えを棄却した。外国刀剣については「外国製刀剣類を登録の対象に含めることにすれば、登録制度を設けた趣旨及び銃刀法全体の体系の重大な変更となり、ひいては登録制度全体を崩壊させる危険性がある」「日本刀は、倉などから発見される場合を除いては、製作承認にかかるものしか登録の対象にならないが、外国製刀剣類は数量的に限界がないので大量に輸入、販売される虞れがあり、登録本数が非常に増加し、危険性が増大する可能性が大きい」「『記念品としての刀剣』とは当時の解釈としても、日本刀に限るものであったが、文言が一般的表現であるとともに、指導が徹底しなかったこと」「外国製刀剣類の既登録分は、刀剣審査委員の旧取締令や文化財保護規則6号の鑑定基準に反する誤った判定に基づいてなされたもので、その数も少なく、右の経緯に照らし、その各登録に重大かつ明白な瑕疵があるともいえない」と判断された。原告は控訴したが、1988年8月17日に東京高等裁判所は控訴を棄却。原告は上告した。
1990年2月1日に最高裁判所第一小法廷は「文化財的価値のある刀剣類を日本刀に限るのは妥当。サーベルは含まれない。」との判断を示して上告を棄却し、原告の敗訴が確定した。5人中3人の多数意見によるもので、角田礼次郎裁判官と大堀誠一裁判官は「外国刀剣を登録の対象から排除する合理的な理由はない」と反対意見を付けた。